# 폴링 스카이

폴링 스카이(Falling Skies)는 2011년 6월 19일부터 2015년 8월 30일까지 TNT에서 방영된 SF 드라마이다.

## 줄거리
스티븐 스필버그가 제작한 외계인과 지구인의 사투를 그린 드라마

## 출연
- 노아 와일
- 문 블러드굿
- 윌 패튼
- 드루 로이
- 맥심 나이트

## 한국판 성우진(KBS)
- 구자형 - 탐 메이슨(노아 와일리)
- 오길경 - 앤 글래스(문 블러드굿)
- 이정구 - 위버(윌 패튼)
- 온영삼 - 포터(데일 다이)
- 장민혁 - 할(드루 로이)
- 이채정 - 매트(맥심 나이트) / 루르드(세이셸 게이브리얼) / 사라(말리사 크레머)
- 윤병화 - 스캇(브루스 그레이)
- 유호한 - 다이(피터 신코다) / 해리스(스티븐 웨버)
- 곽윤상 - 앤서니(엠포 코아호) / 마이크(마틴 로치)
- 최하나 - 지미(딜런 오서스) / 매기(세라 카터)
- 안소이 - 카렌(제시 슈람) / 소냐(블레어 브라운)
- 백승철 - 클릭(브렌트 존스)
- 박지윤 - 메건(니암 윌슨)/ 테사(사라 스턴트)
- 남도형 - 벤(코너 제섭) / 릭(다나야 요스라일) / 파커(네이단 미첼)
- 전인배 - 클레이튼(헨리 처니)
- 류다무현 - 포프(콜린 커닝햄)